# Collodochium atroviolaceum
Collodochium atroviolaceum är en svampart som beskrevs av Höhn. 1902. Collodochium atroviolaceum ingår i släktet Collodochium, divisionen sporsäcksvampar och riket svampar.   Inga underarter finns listade i Catalogue of Life.